# Kai Suikkanen
Kai Suikkanen (Parkano, 29 giugno 1959) è un allenatore di hockey su ghiaccio ed ex hockeista su ghiaccio finlandese.

## Palmarès

### Giocatore

#### Club
- Campionato finlandese: 2

Kärpät: 1980-1981
TPS: 1990-1991
- Calder Cup: 1

Rochester: 1982-1983

#### Nazionale
- Calgary 1988

### Allenatore

#### Club
- Campionato finlandese: 1

TPS: 2009-2010
- Mestis: 1

Hokki: 2006-2007
- Campionato austriaco: 1

Bolzano: 2017-2018

#### Individuale
- Trofeo Kalevi Numminen: 1

2009-2010